# Szymon Wizunas Szydłowski

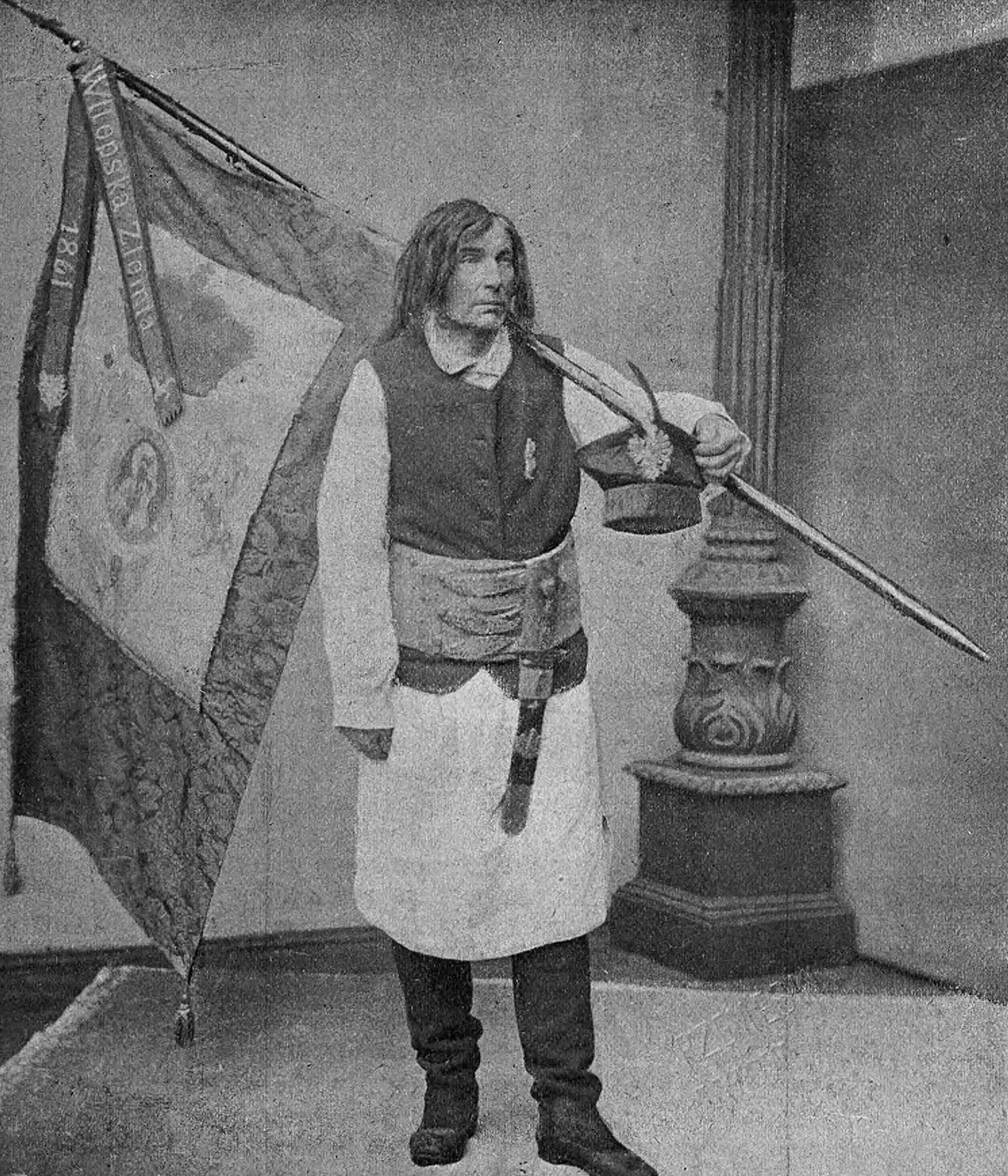
Szymon Wizunas Szydłowski

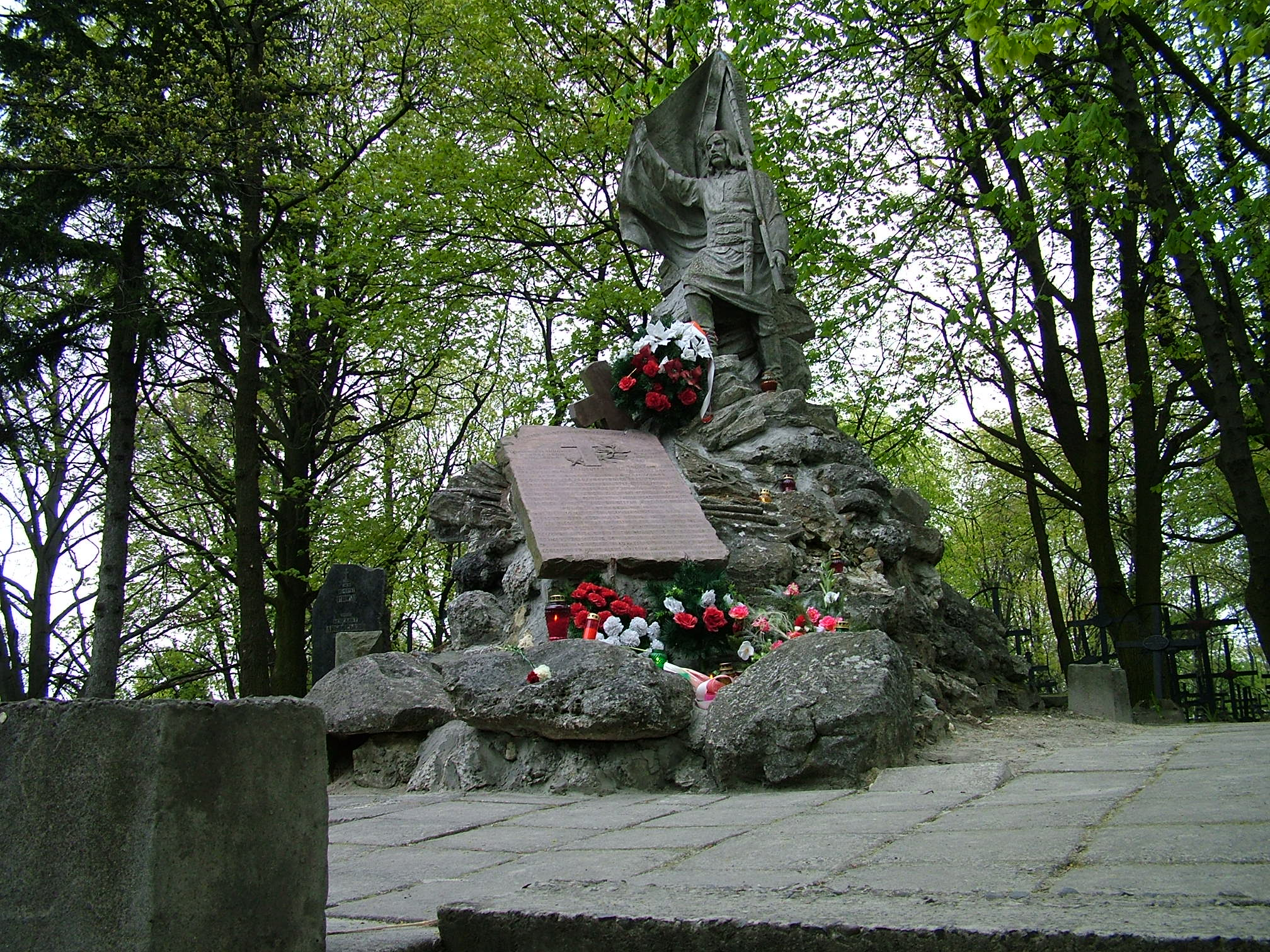
Nagrobek na Cmentarzu Łyczakowskim

Szymon Wizunas Szydłowski, właśc. Kazimierz Stanisław Wizunas Moczydłów Szydłowski (zm. 10 marca 1906 we Lwowie) – powstaniec 1863 roku, chorąży Ziemi Witebskiej. Według niepewnych danych potomek rodu książąt Światopełk-Mirskich.
Kształcił się w Akademii Wojskowej w Petersburgu. Był adiutantem generała Fiodora Trepowa.
W roku 1861 wziął udział w obchodach rocznicy unii horodelskiej w Tyliżu koło Witebska ze sztandarem, pochodzącym z rzymskokatolickiego kościoła w Surażu. Sztandar przedstawiał obraz Matki Boskiej otoczony herbami Polski (Orzeł w koronie), Litwy (Pogoń) i Rusi (Archanioł ze skrzyżowanymi mieczami). Szymon Wizunas Szydłowski został mianowany chorążym Ziemi Witebskiej. Po wielu latach przekazał ten sztandar lwowskiemu Towarzystwu Weteranów 1863 roku.
Podczas Powstania Styczniowego Szymon Wizunas Szydłowski walczył m.in. pod Łosicami i Brześciem Litewskim, a pod Czerwonką w Augustowskiem został postrzelony w prawą rękę, co spowodowało trwałe kalectwo.
Po powstaniu wyemigrował do Francji i Anglii. Pod koniec życia zamieszkał we Lwowie.
Pochowany na Cmentarzu Łyczakowskim, na górce powstańców styczniowych. Nagrobek wykonany w pracowni Aleksandra Zagórskiego (1871–1944) przedstawia postać chorążego w chłopskiej siermiędze, trzymającego chorągiew Ziemi Witebskiej z Orłem, Pogonią i Archaniołem.